# Giải Robert cho đạo diễn Đan Mạch xuất sắc nhất
Giải Robert cho đạo diễn Đan Mạch xuất sắc nhất là một giải của Viện Hàn lâm Phim Đan Mạch trao hàng năm cho đạo diễn của một phim Đan Mạch được bầu chọn là xuất sắc nhất. Giải này được lập từ năm 2001.
Dưới đây là danh sách những người đoạt giải và những người được đề cử:
2001
Per Fly – phim Bænken
Natasha Arthy – phim Miracle (Mirakel)
Stefan Fjeldmark & Michael Hegner – phim Hjælp, jeg er en fisk
Lone Scherfig – phim Italiensk for begyndere
Lars von Trier – phim Dancer in the Dark
2002
Ole Christian Madsen – phim Kira (En kærlighedshistorie)
Gert Fredholm – phim At klappe med een hånd
Hella Joof – phim Shake It All About (En kort en lang)
Cæcilia Holbek Trier – phim Send Mere Slik
Kristian Levring – phim The King Is Alive
2003
Nils Malmros – phim At kende sandheden
Susanne Bier – phim Open Hearts (Elsker dig for evigt)
Jesper W. Nielsen – phim Okay
Helle Ryslinge – phim Halalabad Blues
Lone Scherfig – phim Wilbur Wants to Kill Himself (Wilbur begår selvmord)
2004
Per Fly – phim Arven
Christoffer Boe – phim Reconstruction
Anders Thomas Jensen – phim De grønne slagtere
Jannik Johansen – Rembrandt
Lars von Trier – phim Dogville
2005
Nikolaj Arcel – phim King's Game (Kongekabale)
Annette K. Olesen – phim Forbrydelser
Nicolas Winding Refn – phim Pusher II
Simon Staho – phim Dag og nat
Paprika Steen – phim Lad de små børn
2006
Per Fly – phim Drabet
Christoffer Boe – phim Allegro
Anders Thomas Jensen – phim Adams æbler
Åke Sandgren – phim Fluerne på væggen
Lars von Trier – phim Manderlay
2007
Niels Arden Oplev – phim Drømmen
Christoffer Boe – phim Offscreen
Christian E. Christiansen – phim Råzone
Pernille Fischer Christensen – phim En Soap
Ole Christian Madsen – phim Prag
Anders Morgenthaler – phim Princess
2008
Peter Schønau Fog – phim Kunsten at græde i kor
Nikcolai Arcel – phim Island of Lost Souls (De fortabte sjæles ø)
Ole Bornedal – phim Kærlighed på film
Anders Morgenthaler – phim Ekko
Simon Staho – phim Daisy Diamond
2009
Henrik Ruben Genz – phim Frygtelig Lykkelig
Kristian Levring – phim Den du frygter
Ole Christian Madsen – phim Flammen og Citronen
Annette K. Olesen – phim Little Soldier (Lille soldat)
Niels Arden Oplev – phim To Verdener